# GP32
La GP32 (GamePark 32) és una consola de joc portàtil de la companyia Coreana GamePark. Tot i que el seu llançament a Corea fou molt anterior, a Europa la comercialització del model retro-il·luminat no es produí fins al 15 de juny del 2004 i només en tres estats: Itàlia, Espanya i Portugal. El preu fou aproximadament, uns 199 €. No hi ha previsions de distribució a Amèrica.
El maquinari es basa en una CPU ARM de 133 MHz. Aquesta permet el sobremarcatge (overclock) des del programari fins a 166 MHz en la majoria de casos, algunes unitats però, poden arribar fins als 256 MHz; i una memòria d'accés aleatori (RAM) de 8 MiB (ampliable a 32 o 64 MiB mitjançant la modificació oficiosa de la consola).

## Programari i accessoris
La característica més destacable de la consola és que, a diferència de la majoria que utilitzen suports de memòria propietaris, la GP32 utilitza targetes regrabables SmartMedia fent-la molt atractiva per als programadors amateurs de jocs. A més, la consola disposa d'un port USB de connexió amb l'ordinador personal i un port sèrie d'expansió.
Quant a jocs comercials el seu catàleg és limitat. Però gràcies al fet que GamePark no exigeix cànons pel llançament de jocs i a què va fer públic un kit de programació, existeix una important comunitat de programadors arreu del món que es dedica a implementar programes i emuladors de codi lliure així com multitud de jocs i complements; és el que es coneix com l'scene. En seria un exemple la modificació del teclat per a telèfons mòbils d'Ericsson per tal de poder connectar-lo al port sèrie de la consola i dotar-la d'aquest dispositiu d'entrada.

## Versions
De la GP32 n'hi ha 3 versions comercials: l'original, sense llum, la versió amb llum frontal modificada per Hahotech (coneguda com a FLU –Front Lit Unit) i la versió amb llum posterior (BLU –Back Lit Unit). Totes tres tenen els botons de color gris o blanc. A més hi ha nombroses distribucions promocionals amb diferents colors i prototips amb dissenys diferents.
Cal destacar que el desembre del 2004 es va llançar una versió BLU on la pantalla era d'un fabricant Taiwanès, en lloc de ser Samsung, fet que creà incompatibilitat amb certs programes. Per a diferenciar-les, la comunitat va batejar-la BLU+. Actualment, però, aquestes incompatibilitats han estat resoltes i no hi ha pràcticament cap diferència entre les 2 versions.

## Especificacions
| Dimensions      | 47 mm x 88 mm x 34 mm |
| Pes             | 163 g |
| Pantalla        | 3.5" TFT, 16-bit de color, 320*240 pixels |
| CPU             | Samsung S3C2400X01 (nucli ARM920T), des de 20 (i menys) fins a 133 MHz (Normalment, amb overclock fins a 166 MHz. Fins i tot s'ha arribat a 256MHz però amb poca estabilitat i curta durada de bateria) El límit de l'overclock és aleatori però se suposa que totes les unitats poden arribar fins a, com a mínim, 132 MHz. |
| RAM             | 8 MiB SDRAM |
| ROM             | 512 KiB |
| So              | 44.1 kHz 16-bit so estèreo port de cascs altaveus estèreo |
| Memòria         | SmartMedia 8–128 MB |
| Font de corrent | 2 * piles AA o adaptador DC de 3V. Les piles tenen una vida d'entre 6 i 12 hores depenent d'un gran nombre de factors. |